# Élection présidentielle srilankaise de 2024
L’élection présidentielle srilankaise de 2024 a lieu le 21 septembre 2024 afin d'élire le président du Sri Lanka.
Le scrutin a lieu trois ans après le début de la crise économique srilankaise de 2021, qui a provoqué la démission et la fuite du président Gotabaya Rajapaksa lors de la crise politique srilankaise de 2022.
L'ancien guerrillero marxiste Anura Kumara Dissanayaka est élu président, devant le chef de l'opposition Sajith Premadasa et le président sortant Ranil Wickremesinghe.

## Contexte

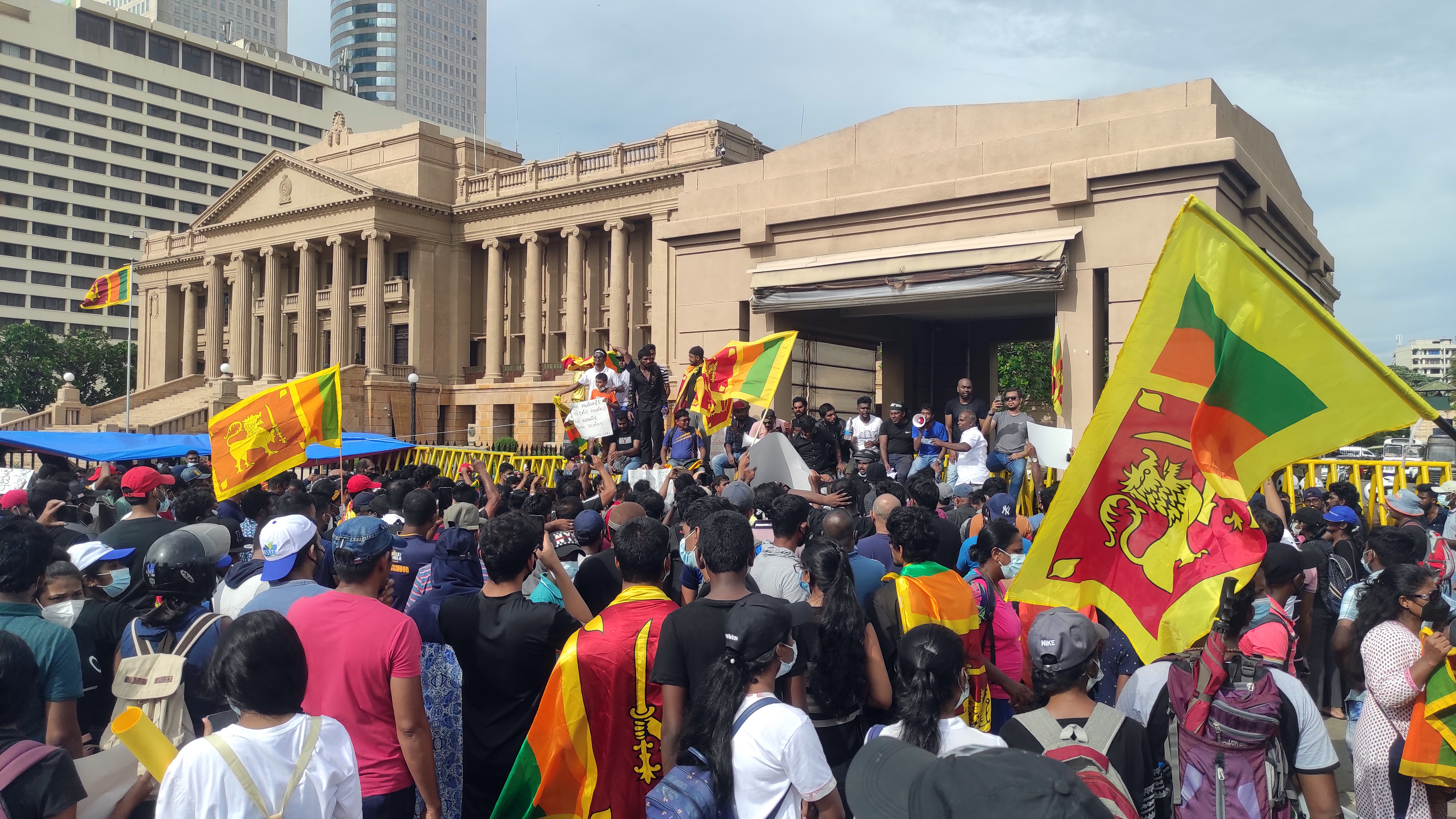
Manifestations anti-gouvernementales en avril 2022

La crise économique sri-lankaise débute en 2021 sous la présidence de Gotabaya Rajapaksa. Le pays fait faillite et s'avère incapable de rembourser une dette de 83 milliards de dollars accumulée en raison d’une mauvaise gestion d'investissement dans de grands projets, d'une chute des revenus agricoles à la suite de la sécheresse de 2017, et d'une chute des revenus touristiques, secteur qui employait en 2020 25 % de la population, à la suite de la pandémie de Covid-19. En avril 2022, le Sri Lanka annonce ne plus pouvoir payer sa dette extérieure, faisant donc défaut de 46 milliards de dollars,.
Cette crise de la dette conduit à une crise de l'inflation, qui atteint 70 % en septembre 2022, des pertes d'emplois ainsi que des pénuries de biens de consommation importés, dont l'essence, l'électricité, le gaz, la nourriture et les médicaments dues au manque de liquidités étrangères.
Résultat du mécontentement grandissant, un mouvement massif de contestation populaire, l’Aragalaya (« lutte »), se propage au printemps 2022 dans toute l'île. D'abord en oppositions aux difficultés économiques, les manifestations redirigent rapidement la colère contre les frères Rajapaska au pouvoir, et revendiquent leur démission. Le 9 mai, après de violents affrontements entre partisans et opposants du pouvoir, le Premier ministre Mahinda Rajapaksa démissionne et est remplacé par Ranil Wickremesinghe. L’insurrection contraint finalement le président Gotabaya Rajapaksa à fuir de son palais le 9 juillet et du pays le 13 juillet,,.
En l'absence du président, le Premier ministre Ranil Wickremesingue assure l'intérim à la tête de l'État. Cette décision provoque l'invasion du siège du gouvernement par les manifestants, et en réaction, le président par intérim décrète l'état d'urgence et le couvre-feu. Le 14 juillet les manifestants sont repoussés du parlement par les forces de police et se retirent du palais présidentiel et du siège du gouvernement. Le même jour, Gotabaya Rajapaksa déclare sa démission au président du Parlement. Dans ce cas, le premier ministre doit, selon la Constitution, exercer l'intérim jusqu'à l'élection d'un nouveau président par le Parlement. Malgré de nouvelles manifestation contre son élection, Ranil Wickremesinghe, soutenu par le clan Rajapaska, est élu président de la République par le Parlement le 20 juillet 2022, avec 134 voix sur 225. Il est assermenté le lendemain,,,,,.

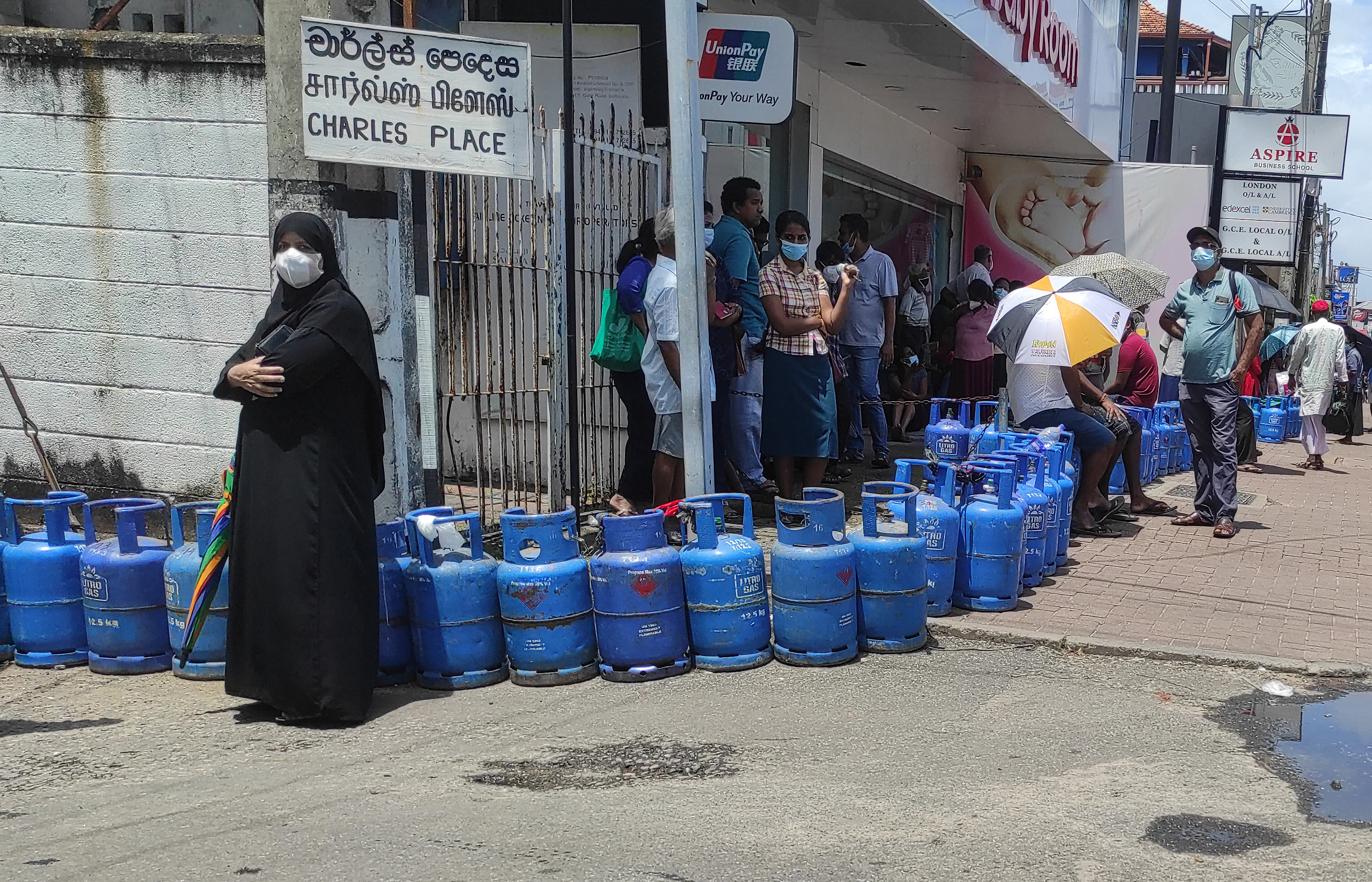
Habitants faisant la queue pour remplir des bouteilles de gaz en mai 2022

Le nouveau président hérite d'une économie étranglée par une dette de 46 milliards de dollars, privée de réserves de change et en pleine récession. Il négocie alors un plan de sauvetage avec le Fonds monétaire international (FMI) qui finit par débloquer en avril 2023 le prêt d'une aide d'urgence de 2,9 milliards de dollars en échange d'une politique d'austérité brutale. Pour sortir le pays de la crise, Wickremesinghe coupe drastiquement dans les dépenses publiques et impose taxes et impôts sans mécanisme de protection sociale. Cette politique, ainsi que la reprise du tourisme, a pour résultat de faire revenir l'ordre dans la rue, de mettre fin aux pénuries, de diminuer la dette nationale à 17 milliards de dollars, de reconstituer les réserves de changes, de redonner de la valeur à la roupie srilankaise, de faire passer l'inflation sous la barre des 5 %, et de faire repartir la croissance du PIB à la hausse. Le FMI félicite ces résultats, mais prévient qu'il est necessaire de poursuivre les reformes entamées pour confirmer la reprise économique, encore fragile,,.
Mais cette politique a aussi un coût social considérable. La hausse de la taxe sur la valeur ajoutée (TVA) de 8 % en 2021 à 18 % en 2024 plombe le budget des classes moyennes et populaires, déjà lourdement frappées par la suppression des exemptions de TVA sur l'électricité, le carburant et le gaz de cuisine, et des subventions pour l’alimentions, favorisant le triplement des prix de ces produits de première  en quelques années. Les retraies ont été réduites et le revenu réel stagne, tandis que le nombre de personnes gagnant moins de 3,65 dollars par jour double en deux ans. En dehors des grands centre urbains et touristiques, la baisse de la consommation impacte durement les commerces. Le taux de pauvreté bondit de 11,3 % à près de 30 % entre 2019 et 2023, entraînant une explosion de l'insécurité alimentaire qui atteint un tiers de la population. Environ 600 000 personnes perdent leur emploi. Enfin, entre 2022 et 2023, 300 000 personnes partent du pays,,,,,.

## Système électoral
Le président de la république démocratique socialiste du Sri Lanka est élu au vote à second tour instantané pour un mandat de cinq ans renouvelable une seule fois de manière consécutive.
Le vote à second tour instantané est utilisé sous une forme restreinte : les électeurs classent jusqu'à trois candidats par ordre de préférences en écrivant un chiffre à côté de chacun de leurs noms sur le bulletin de vote, 1 étant la première préférence. Le système n'est pas intégral : les électeurs ne sont pas contraints de classer l'intégralité des candidats, et sont même libres de n'en sélectionner qu'un seul. Il est ainsi possible de cocher un candidat au lieu de le numéroter, mais seulement si un seul candidat est choisi. Dans le cas où plusieurs candidats sont cochés, ou si la numérotation dépasse trois, le bulletin est invalidé.
Au moment du dépouillement, les premières préférences sont d'abord comptées. Si un candidat réuni la majorité absolue des suffrages exprimés, celui ci est déclaré élu. A défaut, l'ensemble des candidats à l'exception des deux arrivés en tête sont éliminés, et les secondes préférences choisies par les électeurs des candidats éliminés sont attribuées aux deux candidats restants. Si les candidats choisies en première et deuxième préférences ont été éliminés, la troisième préférence de l'électeur est prise en compte. Est alors élu le candidat arrivé en tête au deuxième décompte. Comme il s'agit d'une forme restreinte de ce système électoral, seules les préférences en faveurs des deux candidats arrivés en tête sont prises en compte. Couplé à la possibilité pour les électeurs de ne pas exprimer de seconde ou troisième préférence, ce système amène à un chiffre élevé de votes non transférables entre chaque décompte,.
De l'instauration de ce système en 1982 à 2024, aucun second tour instantané n'a cependant été nécessaire, tous les présidents élus l'ayant été dès le premier décompte.

## Candidats
39 personnes sont candidates, un record. Toutes les candidatures ont été approuvées.
| Candidat (nom et âge) et parti politique                                                                                   | Candidat (nom et âge) et parti politique | Candidat (nom et âge) et parti politique | Principales fonctions politiques exercées                                                                         | Précisions |
| --- | ---------------------------------------- | ---------------------------------------- | --- | --- |
| Anura Kumara Dissanayaka (55 ans) Parti : Front de libération populaire (JVP) Coalition : Pouvoir populaire national (JJB) | Anura Kumara Dissanayaka                 |                                          | Député (depuis 2020)                                                                                              | Dirigeant du Front de libération populaire depuis 2014, Anura Kumara Dissanayaka est parvenu a renouveler l'image de son parti ternie par les insurrections sanglantes des années 1970 et 1980 — ayant été un des chefs de la branche étudiante de la guérilla lors de la seconde insurrection —, et à fédérer une multitude d'organisations de gauche au sein de la coalition Pouvoir populaire national. Mis au devant de la scène lors du mouvement insurrectionnel de la crise politique de 2022, il incarne le changement politique. Il promet de mettre fin à la corruption, de renégocier les traités avec le FMI pour mettre fin à l'austérité et établir une justice fiscale et une protection sociale, de redynamiser la croissance économique et l'investissement privé, et de favoriser l'harmonie entre les communautés religieuses. Il promet également de dissoudre le Parlement s'il est élu,. Son manifeste propose également la rédaction puis son adoption par référendum d'une nouvelle Constitution instaurant un régime parlementaire avec un président de la République élu par le Parlement. Il est présenté par les sources comme marxiste, néo-marxiste ou « gauchiste ». |
| Sajith Premadasa (57 ans) Samagi Jana Balawegaya (SJB)                                                                     | Sajith Premadasa                         |                                          | Chef de l'opposition (depuis 2020)                                                                                | Fils de l'ancien président Ranasinghe Premadasa et ancien proche de Ranil Wickremesinghe, Sajith Premadasa incarne la vieille garde, entouré d'une équipe d'experts et d'économistes reconnus. Il s'engage à alléger le poids de l'austérité et de la fiscalité en renégociant les traités avec le FMI. Il s'affiche favorable à la lutte contre la corruption et la limitation des pouvoirs du président. Il promet également de déléguer davantage de pouvoirs aux provinces afin de donner plus d'autonomie aux différentes communautés du pays. Comme lors du précédent scrutin, il s'illustre par les cadeaux électoraux qu'il offre à ses électeurs potentiels, poussant la commission électorale à interdire la pratique,. |
| Ranil Wickremesinghe (74 ans) Parti national uni (UNP)                                                                     | Ranil Wickremesinghe                     |                                          | Président de la République (depuis 2022) Premier ministre du Sri Lanka (1993-1994 ; 2001-2004 ; 2015-2019 ; 2022) | Président sortant, neveu de l'ancien président Junius Richard Jayewardene, Ranil Wickremesinghe brigue un nouveau mandat. Il se targue d'avoir sorti le pays de la faillite et du chaos, et promet la poursuite du redressement à marche forcée de l'île en agitant la peur des pénuries de la crise économique de 2021. Dans les mois qui précèdent l'élection, son gouvernement a assoupli l'austérité en réduisant de 22,5 % les tarifs de l'électricité et en augmentant le salaire minimum de 40 %, mais sa politique perçue comme dictée par le FMI et sa proximité avec le clan Rajapaska le rendent plus impopulaire que jamais,. |

## Résultats
| Candidats                | Candidats                   | Partis                   | 1er choix                | 1er choix                | 2e décompte | 2e décompte |
| Candidats                | Candidats                   | Partis                   | Voix                     | %                        | Voix        | %           |
| ------------------------ | --------------------------- | ------------------------ | ------------------------ | ------------------------ | ----------- | ----------- |
|                          | Anura Kumara Dissanayaka    | JVP - JJB                | 5 634 915                | 42,31                    | 5 740 179   | 55,89       |
|                          | Sajith Premadasa            | SJB                      | 4 363 035                | 32,76                    | 4 530 902   | 44,11       |
|                          | Ranil Wickremesinghe        | UNP                      | 2 299 767                | 17,27                    |             |             |
|                          | Namal Rajapaksa             | SLPP                     | 342 781                  | 2,57                     |             |             |
|                          | Pakkiyaselvam Ariyanethiran | Indépendant              | 226 343                  | 1,70                     |             |             |
|                          | Dilith Jayaweera            | SLKP                     | 122 396                  | 0,92                     |             |             |
|                          | K. K. Piyadasa              | Indépendant              | 47 543                   | 0,36                     |             |             |
|                          | Autres candidats            | Autres candidats         | 282 836                  | 2,11                     |             |             |
| Total des voix           | Total des voix              | Total des voix           | 13 319 616               | 100                      | 10 271 081  | 100         |
| Votes non-transférables  | Votes non-transférables     | Votes non-transférables  | Votes non-transférables  | Votes non-transférables  | 3 048 535   | –           |
|                          |                             |                          |                          |                          |             |             |
| Votes valides            | Votes valides               | Votes valides            | Votes valides            | Votes valides            | 13 319 616  | 97,80       |
| Votes blancs et nuls     | Votes blancs et nuls        | Votes blancs et nuls     | Votes blancs et nuls     | Votes blancs et nuls     | 300 300     | 2,20        |
| Total                    | Total                       | Total                    | Total                    | Total                    | 13 619 916  | 100         |
| Abstention               | Abstention                  | Abstention               | Abstention               | Abstention               | 3 520 438   | 20,54       |
| Inscrits / participation | Inscrits / participation    | Inscrits / participation | Inscrits / participation | Inscrits / participation | 17 140 354  | 79,46       |

## Conséquences

Candidat arrivé en tête par district électoral

Aucun candidat n'ayant réunis la majorité absolue des premières préférences, l'élection donne lieu à un deuxième décompte au vote à second tour instantané pour la première fois depuis l'instauration de ce système électoral en 1982. Le 22 septembre, Anura Kumara Dissanayaka est déclaré vainqueur du scrutin. Arrivé largement en tête devant le chef de l'opposition Sajith Premadasa et le président sortant Ranil Wickremesinghe, son avance lui permet de remporter la victoire malgré une répartition des deuxièmes préférences en sa défaveur. Il en obtient ainsi 105 264, contre 167 867 pour Premadasa. Son assermentation a lieu le lendemain.
Saluant la bonne tenue du scrutin, la mission d'observation du Commonwealth déplore les difficultés des électeurs et des agents électoraux à bien assimiler la procédure de vote transférable. Un grand nombre d'électeurs auraient ainsi effectué un vote pour un seul candidat en ignorant avoir la possibilité d'en selectionner deux autres. La mission recommande de mettre en place des campagnes d'information. En parallèle, elle recommande de réformer le mode de financement des campagnes électorales et de mettre en place des aménagements pour faciliter le vote aux personnes malvoyantes et aux usagers de la langue des signes.
En consacrant pour la première fois l'élection d'un président de gauche, cette victoire met fin au bipartisme entre les partis du clan Rajapaksa et le Parti national uni de Ranil Wickremesinghe. Le 24 septembre, Anura Kumara Dissanayaka nomme Harini Amarasuriya au poste de Première ministre et dissout le Parlement en vue des élections législatives srilankaises de 2024.